# Bezzerwizzer
Bezzerwizzer ist ein Familienspiel, das 2007 von dem dänischen Spieleautor Jesper Bülow entwickelt und im Eigenverlag sowie von Mattel veröffentlicht wurde. Es handelt sich um ein traditionelles Wissensspiel, das auf Spielen wie Trivial Pursuit oder anderen Frage-und-Antwort-Spielen aufbaut. Zu dem Spiel wurden mehrere Editionen veröffentlicht.

## Thema und Ausstattung
Das Spiel Bezzerwizzer ist ein klassisches Wissens-Brettspiel, das sowohl von einzelnen Spielern wie auch von Rateteams gespielt werden kann. Ziel des Spiels ist es entsprechend, möglichst viele Fragen aus verschiedenen Wissensgebieten korrekt zu beantworten und auf diese Weise Punkte zu bekommen.
Neben der Spielanleitung besteht das Spiel aus
- einem quadratischen Spielplan,
- 4 Spielertableaus.
- 20 Kategoriesteinen,
- 8 Bezzerwizzer-Steinen und 4 ZWAP-Steinen,
- 4 Spielsteinen in vier Farben,
- 250 doppelseitig bedruckten Frage- und Antwortkarten mit je 20 Fragen aus unterschiedlichen Wissensgebieten,
- Übersichtskarten für die Kategorien,
- einem Aufbewahrungskasten und
- einem Stoffbeutel.

## Spielweise
Vor dem Spiel werden die Mitspieler in zwei bis vier Teams eingeteilt. Jedes Team wählt eine Spielfarbe und erhält ein Spielertableau sowie einen Spielstein in der gewählten Spielerfarbe. Die Spielsteine werden auf das Startfeld des Spielbretts gestellt. Die Fragekarten werden zusammen mit einer Kategorienübersicht in die Aufstellboxen gestellt. Jedes Team bekommt zusätzlich einen ZWAP-Stein und zwei Bezzerwizzer-Steine. Alle Kategoriesteine werden in den Stoffbeutel gelegt und dort durchgemischt.
Zu Beginn des Spiels zieht jedes Team vier Kategoriesteine aus dem Beutel und legt diese in beliebiger Reihenfolge auf das eigene Spielertableau. Die spätere Punkteverteilung erfolgt anhand der Punkte auf dem Spielertableau, die von 1 bis 4 Punkten reicht. Das Startteam erhält zu Beginn eine Frage der Kategorie, deren Stein auf ihrem Feld mit einem Punkt liegt; vorgelesen werden die Fragen immer von einem Spieler des Teams, das nach dem aktiven Team an der Reihe ist. Beantwortet das Team die Frage korrekt, bekommt es einen Punkt und rückt den Spielstein entsprechend ein Feld vor; bei späteren Fragen gibt es jeweils Punkte entsprechend dem Feld auf dem Tableau. Ist die Frage beantwortet, unabhängig ob korrekt oder falsch, wird der betreffende Stein umgedreht. Danach spielen die Teams im Uhrzeigersinn weiter und beantworten jeweils die an sie gestellten Fragen. Sind alle Kategoriesteine umgedreht, werden sie in den Beutel zurückgelegt, und jedes Team zieht erneut vier Steine, die es auf dem Tableau verteilt.
Wenn das eigene Team an der Reihe ist, darf es sich entscheiden, seinen ZWAP-Stein einzusetzen und damit zwei beliebige Kategoriesteine zwischen den Teams zu tauschen. Dabei kann es sowohl einen eigenen Kategoriestein mit einem gegnerischen Team tauschen wie auch Steine zwischen zwei gegnerischen Teams tauschen. Ein ZWAP-Stein darf nur einmal innerhalb der Zeit eingesetzt werden, in der ein Satz Kategorien gespielt wird. Ein Bezzerwizzer-Stein kann eingesetzt werden, um ein gegnerisches Team herauszufordern. Er kann sowohl vor wie nach dem Stellen der Frage an ein gegnerisches Team gespielt werden. Das herausgeforderte Team beantwortet in diesem Fall die Frage als erstes, danach gibt das herausfordernde Team eine Antwort. Ist die Antwort des herausgeforderten Teams korrekt, passiert nichts weiter, als dass der Bezzerwizzer-Stein eingesetzt wurde; ist die Antwort des herausgeforderten Teams falsch, die des Herausforderer-Team jedoch korrekt, bekommt dieses hierfür bis zu drei Punkte abhängig davon, wann es den Stein gespielt hat. Ist die Antwort der Herausforderer falsch, verlieren sie einen Punkt.
Das Spiel endet, wenn ein Team mit dem Spielstein das letzte Feld des Spielplans erreicht hat. Die Runde wird so lange weiter gespielt, bis alle Spieler in dieser Runde die gleiche Anzahl von Fragen beantwortet haben. Schaffen es in dieser Runde mehrere Spieler ins Ziel, wird der Sieger über eine Zusatzfrage ermittelt.

## Ausgaben und Rezeption
Bezzerwizzer wurde von dem dänischen Spieleautor Jesper Bülow entwickelt, der es 2007 im Eigenverlag bei seinem Verlag Bezzerwizzer ApS sowie über den Spiele- und Spielzeugproduzenten Mattel veröffentlichte. Es erschien entsprechend zuerst auf Dänisch, wurde jedoch bereits 2008 auch auf Schwedisch, Englisch, Deutsch und Französisch sowie in den Folgejahren ebenfalls auf Finnisch, Griechisch, Norwegisch und Isländisch publiziert.
2009 wurde das Spiel mit dem schwedischen Spielepreis Årets Spel als bestes Spiel für Erwachsene ausgezeichnet. Aufbauend auf Bezzerwizzer erschienen weitere Ausgaben: Eine Bezzerwizzer Familien-Edition (2009), Bezzerwizzer Kompakt (2010) sowie Bezzerwizzer Deluxe (2012).

## Belege
1. 1 2 3 4 5   Offizielle Spielregeln für Bezzerwizzer, Mattel 2007.
2. ↑  Versionen von Bezzerwizzer in der Spieledatenbank BoardGameGeek (englisch); abgerufen am 2. Mai 2020